# المرموثة
المرموثة هو مركزٌ سعوديٌ تابعٌ لمحافظة أبانات التابعة لمنطقة القصيم، في المملكة العربية السعودية. المركز من الفئة (ب)، ورمزه 1824 حسب دليل الترميز الموحد للمناطق الإدارية بالمملكة العربية السعودية.
أصبح المركز تابعاً لمحافظة أبانات وذلك في نوفمبر 2023م الموافق لشهر ربيع الآخر لعام 1445هـ؛ بعد أن كان تابعاً لمحافظة النبهانية.